# Kevan Gosper
Richard Kevan Gosper (ur. 19 grudnia 1933 w Sydney, zm. 19 lipca 2024) – australijski lekkoatleta specjalizujący się w biegach sprinterskich.
Pierwsze duże sukcesy osiągnął w 1954 roku na igrzyskach Imperium Brytyjskiego i Wspólnoty Brytyjskiej, podczas których zdobył złoty medal w biegu na 440 jardów oraz brązowe w biegach rozstawnych 4 × 110 jardów i 4 × 440 jardów. Dwa lata później w Melbourne na igrzyskach olimpijskich w Melbourne indywidualnie dotarł do półfinału biegu na 400 metrów, a w sztafecie 4 × 400 metrów sięgnął po srebrny medal. W 1958 podczas kolejnej edycji igrzysk Imperium Brytyjskiego i Wspólnoty Brytyjskiej zdobył brąz w sztafecie 4 × 110 jardów oraz dotarł do półfinału biegu na 440 jardów. Bez sukcesów brał jeszcze udział w igrzyskach olimpijskich w Rzymie w roku 1960.
Sześciokrotnie zdobywał złote medale mistrzostw Australii (w 1956 w biegu na 220 jardów, a w latach 1956–1960 na 440 jardów).
Czterokrotny rekordzista kraju (w biegu na 400 metrów oraz sztafecie 4 × 400 metrów).
Od 1977 roku jest członkiem Międzynarodowego Komitetu Olimpijskiego. W MKOl-u jest szefem komisji prasowej, pełni funkcję prezesa Narodowych Komitetów Olimpijskich Australii i Oceanii. Piastował stanowisko wiceprezesa Komitetu Organizacyjnego igrzysk olimpijskich w Sydney (2000). Od 1980 do 1993 był prezesem i dyrektorem generalnym australijskiego oddziału koncernu paliwowego Shell.
W 1986 został oficerem Orderu Australii.
Rekord życiowy w biegu na 400 metrów: 46,3 (1960).